# Prachaya Ruangroj
Prachaya Ruangroj (ปราชญา เรืองโรจน์), noto anche con lo pseudonimo di Singto (สิงโต) (Bangkok, 28 luglio 1994), è un attore e modello thailandese, conosciuto in particolare per l'interpretazione di Kongpob in SOTUS: The Series - Phi wak tua rai kap nai pi nueng e SOTUS S: The Series.

## Biografia
Ha frequentato la scuola Suankularb Wittayalai, in ramo scienze e matematica, per poi proseguire gli studi all'Università Kasetsart, in facoltà di economia, e all'Università di Bangkok, specializzandosi in arti comunicative. Ha cominciato a guadagnare notorietà nel 2016 interpretando Kongpob, uno dei protagonisti di SOTUS: The Series - Phi wak tua rai kap nai pi nueng, in coppia con Perawat Sangpotirat (Krist); riprenderà il ruolo anche nel seguito SOTUS S: The Series. Nel 2017 è nel cast ricorrente della nona stagione, "Firstclass", di U-Prince Series, interpretando il personaggio di BM. Nel 2018 è nuovamente al fianco di Krist nella miniserie My Baby Bright, proiettata in anteprima nei circuiti cinematografici thailandesi, nel ruolo di Tod.

## Filmografia

### Cinema
- Another Face (2018)

### Televisione
- SOTUS: The Series - Phi wak tua rai kap nai pi nueng - serie TV, 16 episodi (2016-2017)
- Little Big Dream - Khwam fan an sungsut - film TV (2016)
- U-Prince Series: First Class - serie TV, 4 episodi (2017)
- Kun mae wai sai: The Series - serie TV (2017)
- SOTUS S: The Series - serie TV, 13 episodi (2017-2018)
- My Baby Bright - miniserie TV, 2 episodi (2018)
- Happy Birthday - serie TV, 13 episodi (2018)
- Friend Zone - serie TV, 12 episodi (2018)
- Our Skyy - Yak hen thong fah pen yang wan nan - miniserie TV, 1 episodio (2018)
- He's Coming To Me (2019)
- Turn Left Turn Right (2020)
- Girl Next Room (2020)
- I'm Tee, Me Too - serie TV (2020)
- Friend Zone 2: Dangerous Area (2020)
- Romantic Blue (2020)
- Baker Boys (2021)
- SIX The Series: After Midnight - miniserie TV, 1 episodi (TBA)

## Discografia

### Singoli
- 2017 - Tur Tum Hai Chun Chohk Dee (con Perawat Sangpotirat)
- 2017 - Nǐ ràng wǒ xìngfú (My Smile) (con Perawat Sangpotirat)

## Premi e candidature
World Top Awards
- 2017 - Persona dell'anno[2][3]

YinYueTai V Chart Awards
- 2017 - Artista raccomandato da YinYueTai per SOTUS: The Series - Phi wak tua rai kap nai pi nueng[4][5]
- 2017 - Nuovo artista più popolare per SOTUS: The Series - Phi wak tua rai kap nai pi nueng[4][5]

Influence Asia
- 2017 - Candidatura Influencer di successo

Kazz Awards
- 2017 - Candidatura Coppia dell'anno (con Perawat Sangpotirat) per SOTUS: The Series - Phi wak tua rai kap nai pi nueng[6][7][8]
- 2017 - Candidatura Nuovo attore più popolare per SOTUS: The Series - Phi wak tua rai kap nai pi nueng[6][7][8]
- 2017 - Stella preferita del Kazz Magazine – Maschile[6][7][8]
- 2018 - Attore adolescente più popolare – Maschile per SOTUS S: The Series[9]
- 2018 - Coppia dell'anno (con Perawat Sangpotirat)[9]

Kom Chad Luek Awards
- 2017 - Voto popolare – Maschile per SOTUS: The Series - Phi wak tua rai kap nai pi nueng[10][11]

Maya Awards
- 2017 - Coppia preferita (con Perawat Sangpotirat) per SOTUS: The Series - Phi wak tua rai kap nai pi nueng[12][13][14]
- 2017 - Stella nascente maschile (TV) per SOTUS: The Series - Phi wak tua rai kap nai pi nueng[15]
- 2018 - Candidatura Coppia preferita (con Perawat Sangpotirat) per SOTUS S: The Series[16]
- 2018 - Candidatura Stella nascente maschile (TV) per SOTUS S: The Series[17]

GREAT STARS Digital Social Super Star Of The Year
- 2018 - Super stella social dell'anno – Coppia (con Perawat Sangpotirat) per SOTUS S: The Series[18][19][20]

LINE TV Awards
- 2018 - Miglior coppia (con Perawat Sangpotirat) per SOTUS S: The Series[21][22]

Sanook! Top Vote of the Year
- 2018 - Miglior coppia (con Perawat Sangpotirat) per SOTUS S: The Series[23][24]

Awarding Ceremony to Artists, Entertainment Stars, and Social Media Collaborating in the Smoking Cessation Program
- 2018 - Stella nascente maschile

Thailand Role Model Awards
- 2018 - Miglior attore[25][26]

Nine Entertain Awards
- 2018 - Candidatura Preferito dal pubblico

Siam Dara Stars Awards
- 2018 - Candidatura Stella nascente maschile per SOTUS S: The Series

OK! Awards
- 2018 - Candidatura Coppia shippata (con Perawat Sangpotirat) per SOTUS S: The Series[27]